# كاتدرائية الثالوث (بودولسك)
كاتدرائية الثالوث (بالروسية: Троицкий собор) هي كنيسة أرثوذكسية تقع في بودولسك في ساحة الكاتدرائية.
ينتمي المعبد إلى أبرشية موسكو للكنيسة االروسية الأرثوذكسية، وهو مركز منطقة بودولسكي النبيلة.

## تاريخ
بنيت الكاتدرائية ما بين عامي 1819-1832 على شرف الانتصار في الحرب الوطنية سنة 1812.
في ثمانينيات القرن التاسع عشر، كانت الكنيسة معزولة، وتم بناء حاجز الأيقونات الجديد مع أثواب فضية ثمينة.
في عام 1898، تم تجديد قاعة الطعام، وتمت إعادة بناء الأيقونات، وتم شراء أواني الكنيسة.
خلال سنوات السلطة السوفياتية، كانت كاتدرائية الثالوث هي مجلس المدينة الوحيد الذي يعمل في منطقة موسكو.
منذ عام 1920، أصبحت الكنيسة واحدة من الكاتدرائيات في أبرشية موسكو.